# Acetiltransferasi del residuo di diidrolipoillisina
L'acetiltransferasi del residuo di diidrolipoilisina, (o diidrolipoil transacetilasi) è un enzima, appartenente alla classe delle transferasi, che, sotto il nome di E2, fa parte del complesso della piruvato deidrogenasi. Catalizza la seguente reazione:
acetil-CoA + enzima N6-(diidrolipoil)lisina ⇄ CoA + enzima N6-(S-acetildiidrolipoil)lisina
Il suo compito è quello di accettare il gruppo acetilico dall'enzima E1 e di farlo reagire con la molecola di coenzima A per formare acetil-CoA, che è dunque il suo substrato. Il coenzima lipoato trattiene i due idrogeni ricevuti dalla deidrogenazione.